# Porwanie: Historia Megumi Yokoty
Porwanie: Historia Megumi Yokoty (ang.) Abduction: The Megumi Yokota Story – amerykański film dokumentalny z 2006 roku w reżyserii Christiana Sheridana i Patty Kim.
Film przedstawia historię porwania Megumi Yokoty i walki jej rodziców o odnalezienie córki. Prawda o okolicznościach porwania wyszła na jaw po upływie 30 lat.

## Nagrody
Film otrzymał Nagrodę Publiczności w kategorii Najlepszy Dokument na Festiwalu Filmowym w Slamdance w 2006 roku oraz nagrodę Jury w kategorii Najlepszy Dokument na MFF w San Francisco 2006. W tym samym roku otrzymał tytuł Najlepszego Dokumentu i Nagrodę Publiczności na Omaha Film Festiwal i Nagrodę Publiczności na Hot Docs 2006.
- Nagroda Publiczności (trzykrotnie)[2]
- tytuł Najlepszy Dokument[2]
- Nagroda Jury[2]